# Martin Burrell
Pour les articles homonymes, voir Burrell.
Martin Burrel (19 octobre 1858-20 mars 1938) est un homme politique canadien de la Colombie-Britannique. Il est député fédéral conservateur de la circonscription britanno-colombienne de Yale—Cariboo de 1908 à 1917 et de Yale de 1917 à 1920. Il est ministre dans le cabinet du premier ministre Robert Borden.

## Biographie
Né à Faringdon dans le Berkshire (Oxfordshire) en Angleterre, Burrell émigre au Canada alors qu'il est un jeune homme. Il devient ensuite producteur de fruit sur une ferme à proximité de Grand Forks en Colombie-Britannique.
Élu maire de Grands Forks en 1903, il tente sans succès d'être élu à la Chambre des communes du Canada lors de l'élection fédérale de 1904. Il est finalement élu en 1908 et réélu en 1911 et en 1917.
Burrell entre au cabinet à titre de ministre de l'Agriculture en 1911. Il conserve se ministère jusqu'en 1917, moment où devient ensuite secrétaire d'État et ministre des Mines jusqu'en 1919. Il est ensuite ministre des Douanes et du Revenu intérieur en 1920.
Alors qu'un incendie endommage l'édifice du Parlement en 11917, Burrell subit des blessures lors du sinistre.Il occupe ensuite la fonction de bibliothécaire à la Bibliothèque du Parlement après avoir quitté la vie politique en 1920. Il conserve cette fonction jusqu'à son décès en 1938. 
Le ruisseau Burrell Creek (en) près de Grand Forks est nommé en son honneur.